# 밑바닥 (영화)
밑바닥(どん底, The Lower Depths)은 일본에서 제작된 구로사와 아키라 감독의 1957년 드라마 영화이다. 막심 고리키의 희곡 《밑바닥에서》를 기반으로 제작되었다. 미후네 도시로 등이 주연으로 출연하였고 구로사와 아키라 등이 제작에 참여하였다.

## 출연

### 주연
- 미후네 도시로
- 야마다 이스즈

### 조연
- 카가와 쿄코
- 나카무라 간지로
- 치아키 미노루
- 후지와라 카마타리
- 네기시 아케미
- 키요카와 니지코
- 미츠이 코지
- 토우노 에이지로
- 타나카 하루오
- 미요시 에이코
- 히다리 보쿠젠
- 아츠시 와타나베
- 우에다 키치지로
- 후지키 유

## 제작진
- 미술: 무라키 요시로
- Ass-PD: 모토키 소지로
- Ass-PD: 타나카 토모유키

## 같이 보기
- 지하세계 (영화)